# Интелигенција (класа)
Интелигенција је статусна класа састављена од универзитетски образованих људи у друштву који се баве сложеним менталним радом којим критикују, обликују и воде политику и културу свог друштва; интелигенцију чине научници, академици, наставници, новинари и књижевници.
Концептуално, статусна класа интелигенције настала је крајем 18. века, током поделе Пољске (1772–1795). Етимолошки, пољски интелектуалац из 19. века Бронислав Трентовски сковао је термин inteligencja (интелектуалци) да идентификују и опишу факултетски образован и професионално активан друштвени слој патриотски оријентисане буржоазије; мушкарци и жене чији би интелектуализам обезбедио морално и политичко вођство Пољској у супротстављању културној хегемонији Руске империје.
Пре руске револуције, термин intelligentsiya (рус. интеллигенция) односио се на статусну класу универзитетски образованих људи чији им је културни капитал (школовање, образовање и интелектуално просветљење) омогућио да преузму моралну иницијативу и практично вођство потребно у руској националној, регионалној и локалној политици.
У пракси, статус и друштвена функција интелигенције варирали су у зависности од друштва. У источној Европи, интелектуалци су били на периферији својих друштава и због тога су били лишени политичког утицаја и приступа ефективним полугама политичке моћи и економског развоја. У западној Европи, интелектуалци су били у главним токовима својих друштава и тако су вршили културни и политички утицај који је омогућио приступ утицајним владиних функција, као што је Bildungsbürgertum, културна буржоазија Немачке, као и професионалци у Великој Британији.

## Историјат
У књизи Economy and Society: An Outline of Interpretive Sociology (1921), политички економиста Макс Вебер применио је термин интелигенција у хронолошким и географским оквирима, као што је „ова хришћанска преокупација формулисањем догми била је у антици посебно под утицајем карактеристичан карактер 'интелигенције', која је била производ грчког образовања“, дакле интелигенција је настала као друштвени слој образованих људи створен за већу корист друштва.
У 19. и 20. веку пољска реч и социолошки концепт inteligencja поа за описивање друштвене класе мушкараца и жена који су интелектуалци земаља централне и источне Европе; у Пољској, критичари школовани на универзитету, у Русији нихилисти који су се супротстављали традиционалним вредностима у име разума и напретка. У касном 20. веку, социолог Пјер Бурдје је рекао да интелигенција има две врсте радника: (прво) интелектуалне раднике који стварају знање (практично и теоријско) и (друго) интелектуалне раднике који стварају културни капитал. Социолошки, пољска inteligencja преводи се као intellectuels у Француској и Gebildete у Немачкој.
Новинар Пјотр Боборикин је 1860-их популаризовао термин intelligentsiya (интеллигенция) да идентификује и опише руски друштвени слој људи који су образовани на универзитету и који се баве интелектуалним занимањима (право, медицина, инжењерство, уметност) који производе културу и доминантну идеологију по којој друштво функционише.
У књизи The Rise of the Intelligentsia, 1750–1831 (2008) Мациеј Јановски је рекао да је пољска интелигенција била труст мозгова државе, интелектуални радници чија је прогресивна социјална и економска политика смањила социјалну заосталост (неписменост) пољског народа, а такође и смањила руску политичку репресију у подељеној Пољској.